# Humulona

Estructura de la humulona.

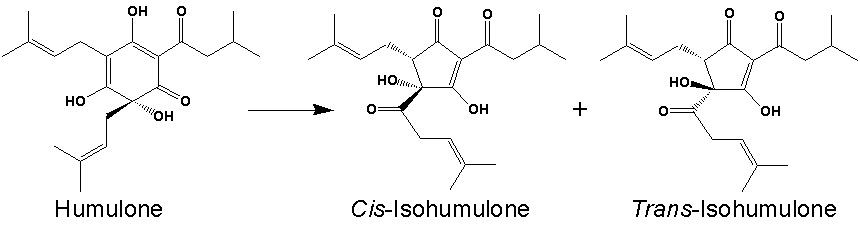
Transformació de la humulona en isohumulones

Una humulona és una cetona d'una família de compostos químics que tenen una gran importància en la fabricació de la cervesa. Es troben en les glàndules de lupulina, a les flors femenines del llúpol. Formen part de la fracció anomenada de resines toves del llúpol, juntament amb les lupulones, i es poden separar d'aquestes perquè les humulones formen sals insolubles de plom, mentre que les lupulones no. Presenten valors de pKa entre 3,8 i 4,5.
Entre aquests compostos hi ha la n-humulona (anomenada també humulona), l'adhumulona, la cohumulona, la posthumulona i la prehumulona. Els tres primers representen la majoria dels àcids alfa presents en el llúpol. Típicament, el contingut en humulones de les flors assecades de llúpol oscil·la entre un 3 i un 18 %.
Aquests compostos tenen sabor amargant i a més tenen un efecte antibacterià que facilita la conservació. A més tenen propietats antiinflamatòries, especialment modificant el perfil lipídic de la sang. Les humulones són els principals responsables dels gustos amargs de la cervesa, no pas per la seva presència directa en el producte final sinó perquè són transformats durant el procés d'elaboració d'aquesta beguda. Les flors de llúpol s'afegeixen al most de cervesa en ebullició, i en aquestes condicions es produeix una reacció d'isomerització on els àcids alfa es transformen en isohumulones. Aquesta isomerització es produeix per la formació d'un anell de 5 baules, més estable termodinàmicament, i el producte final, l'àcid iso-alfa, presenta una major solubilitat en aigua que l'humulona inicial, el que fa que desplaci l'equilibri cap al producte final. Aquesta reacció genera 2 isòmers, l'àcid cis-iso-alfa i l'àcid trans-iso-alfa, en les condicions d'ebullició en el most de cervesa es generen en una proporció ~7/3 (cis/trans). El rendiment d'aquesta reacció dependrà de diferents factors com, per exemple; el temps d'ebullició, la concentració de sucres en el most o el pH d'aquest. En un most estàndard amb un temps d'ebullició de 75 min aquest rendiment serà proper al 30%.
Els àcids iso-alfa presenten una amargor superior als àcids alfa i mantenen l'activitat antibacteriana dels àcids alfa que ajuda a la conservació de la cervesa.